# Spirostreptus biplicatus
Spirostreptus biplicatus är en mångfotingart som beskrevs av Karsch 1881. Spirostreptus biplicatus ingår i släktet Spirostreptus och familjen Spirostreptidae. Inga underarter finns listade i Catalogue of Life.